# Isländische Fußballmeisterschaft 1929
Die isländische Fußballmeisterschaft 1929 war die 18. Spielzeit der höchsten isländischen Fußballliga.
Es nahmen erstmals sechs Teams am Bewerb teil, der in einem Turniermodus gespielt wurde. Jede Mannschaft schied nach der zweiten Niederlage aus. KR Reykjavík konnte die Meisterschaft zum vierten Mal in Folge gewinnen.

## Ergebnisse

### Vorrunde
| Verein             | Resultat | Verein             | Bemerkungen                             |
| ------------------ | -------- | ------------------ | --------------------------------------- |
| Valur Reykjavík    | 0:0      | KA Akureyri        | Wiederholungsspiel wegen Unentschiedens |
| KR Reykjavík       | 7:1      | Fram Reykjavík     |                                         |
| Valur Reykjavík    | 4:0      | KA Akureyri        |                                         |
| ÍB Vestmannaeyja   | 4:1      | Víkingur Reykjavík |                                         |
| KR Reykjavík       | 3:1      | ÍB Vestmannaeyja   |                                         |
| Víkingur Reykjavík | 3:0      | KA Akureyri        | KA Akureyri scheidet aus                |
| ÍB Vestmannaeyja   | 2:1      | Fram Reykjavík     | Fram scheidet aus                       |
| Valur Reykjavík    | 4:0      | ÍB Vestmannaeyja   | ÍB Vestmannaeyja scheidet aus           |
| KR Reykjavík       | 7:2      | Víkingur Reykjavík | Víkingur scheidet aus                   |

### Finale
| Verein       | Resultat | Verein          | Bemerkungen     |
| ------------ | -------- | --------------- | --------------- |
| KR Reykjavík | 3:1      | Valur Reykjavík | KR wird Meister |